# Phyllachora gynericola
Phyllachora gynericola är en svampart som beskrevs av Orejuela 1944. Phyllachora gynericola ingår i släktet Phyllachora och familjen Phyllachoraceae.   Inga underarter finns listade i Catalogue of Life.